# Adelina Castillejo i Garnés
Adelina Castillejo i Garnés (Barcelona, 31 de gener de 1952) és una periodista catalana que ha treballat sobretot a la ràdio. És germana del músic Bernat Castillejo.

## Biografia
Va néixer a Barcelona. De ben petita, es va traslladar amb la família a Binèfar, a causa d'un canvi de destinació del pare, que treballava a l'empresa Hidroelèctrica de Catalunya. Quan ella tenia 9 anys es van establir a Sabadell i Adelina va estudiar a l'Institut Arraona-Egara. Va viure en aquesta ciutat vallesana fins als 28 anys.
Als 17 anys va començar a fer de locutora en el magazine de tarda Adelina y sus cosas de Ràdio Sabadell, emissora en què va treballar entre 1969 a 1973. Més endavant va ser a Ràdio Espanya, Ràdio Miramar –amb el programa feminista Nosotras–, Ràdio Barcelona –amb La respuesta, entre altres programes–, la Cadena SER i Ràdio Televisió Espanyola. Des del 1984 treballa a Catalunya Ràdio, on ha dirigit i presentat Adelina Boulevard i La solució. Del 2004 al 2006 va ser coordinadora de l'emissora Catalunya Cultura. Més endavant va fer de cap del Servei d'Atenció a l'Oient i de Responsabilitat Social de les emissores de la Corporació Catalana de Mitjans Audiovisuals. El 2011 va substituir el periodista Carles Pérez com a defensora de l'audiència de la Corporació.

## Premis
El 2010 va ser guardonada amb el Premi APEI –atorgat per l'Associació Professional Espanyola d'Informadors– i el 2011 va rebre una menció d'honor en els Premis Ràdio Associació de Catalunya per la seva dedicació i treball en els diferents àmbits de la comunicació audiovisual.